# Stasimopus spinosus
Stasimopus spinosus är en spindelart som beskrevs av Hewitt 1914. Stasimopus spinosus ingår i släktet Stasimopus och familjen Ctenizidae. Inga underarter finns listade i Catalogue of Life.